# جيم ر كولمان
جيم ر كولمان (بالإنجليزية: Jim Coleman)‏ هو ممثل أمريكي، ولد في 1961 بأورلاندو في الولايات المتحدة.

## أعمال

### أفلام
- (2015) الرجل النملة[1]
- (2015) بلدات ورقية[2][3][4]

## وصلات خارجية
- جيم ر كولمان على موقع IMDb (الإنجليزية)
- جيم ر كولمان على موقع ألو سيني (الفرنسية)
- جيم ر كولمان على موقع قاعدة بيانات الفيلم (الإنجليزية)